# 函數域
在代數幾何中，一個整概形 {\displaystyle X} 的函數域 {\displaystyle K_{X}} 由 {\displaystyle X} 上的有理函數組成；對於一般的概形，相應的對象是有理函數層。雙有理幾何研究的便是由 {\displaystyle K_{X}} 所決定的幾何性質。

## 整概形的情形

### 定義
若 {\displaystyle X} 是仿射整概形，{\displaystyle U\subset X} 為開集，則定義 {\displaystyle K_{X}(U)} 為 {\displaystyle {\mathcal {O}}_{X}(U)} 的分式域。此時 {\displaystyle K_{X}} 是 {\displaystyle {\mathcal {O}}_{X}(X)} 的分式域的常數層。
若 {\displaystyle X} 是整概形，而非仿射概形，則任何非空仿射開集都稠密。對任何開集 {\displaystyle U\subset X}，可以一致地定義 {\displaystyle K_{X}(U):=K_{V}(U\cap V)}，其中 {\displaystyle V} 是任一非空仿射開集；這仍然是對應到一個域的常數層，該域稱之為 {\displaystyle X} 的函數域。另一種等價定義是 {\displaystyle {\mathcal {O}}_{X}} 在一般點的莖。

### 函數域與維度
設 {\displaystyle k} 為域，{\displaystyle X} 為不可約 {\displaystyle k}-代數簇，則 {\displaystyle K_{X}} 是 {\displaystyle k} 的域擴張，有時也寫作 {\displaystyle k(X)}。此擴張的超越次數等於 {\displaystyle \dim X}，此命題可以化約到仿射簇的情形，再以諾特正規化引理證明。

### 例子
- {\displaystyle \mathbb {Z} } 的函數域是 {\displaystyle \mathbb {Q} }。

以下設 {\displaystyle k} 為域。
- 單點 {\displaystyle \mathrm {Spec} (k)} 的函數域是 {\displaystyle k} 本身。
- 仿射直線 {\displaystyle \mathbb {A} _{k}^{1}} 與射影直線 {\displaystyle \mathbb {P} _{k}^{1}} 的函數域都是 {\displaystyle k(t)}，其中 {\displaystyle t} 是 {\displaystyle k} 上的超越元。
- 考慮平面曲線 {\displaystyle y^{2}=x^{5}+1}，其函數域是 {\displaystyle k(x,y)}，其中 {\displaystyle x,y} 是 {\displaystyle k} 上滿足 {\displaystyle y^{2}=x^{5}+1} 的超越元；一般代數曲線的函數域可以依此類推。當 {\displaystyle k} 為有限域時，{\displaystyle k}-代數曲線的函數域與數域之間有深刻的類比。

## 一般概形的情形
當 {\displaystyle X} 不是整概形時，{\displaystyle {\mathcal {O}}_{X}} 在開集上的截面可能有零因子，此時分式域並不存在（詳見 Kleiman 的文章）。正解如下：
對任一開集 {\displaystyle U\subset X}，令 {\displaystyle S_{U}} 為 {\displaystyle {\mathcal {O}}_{X}(U)} 中的非零因子集，這是一個積性集。命 {\displaystyle K_{X}^{p}(U):=S_{U}^{-1}{\mathcal {O}}_{X}(U)}（即 {\displaystyle {\mathcal {O}}_{X}(U)} 的全分式環）。{\displaystyle K_{X}^{p}} 構成 {\displaystyle X} 上的預層。令 {\displaystyle K_{X}} 為其層化，此即 {\displaystyle X} 的有理函數層，它是 {\displaystyle {\mathcal {O}}_{X}}-代數構成的層。
若 {\displaystyle X} 局部上可以分解成有限個整概形 {\displaystyle X=\bigcup X_{i}}（這對局部諾特概形皆成立），則對任何開集 {\displaystyle U} 有
{\displaystyle K_{X}(U)=\bigoplus _{X_{i}\cap U\neq \emptyset }K_{X_{i}}}
此時 {\displaystyle K_{X}} 是 {\displaystyle X} 上的擬凝聚層。

## 與亞純函數域的關係
在複代數幾何中，基本的對象是不可約複解析簇，其上能局部地開展複分析，由此可以定義複解析簇上的亞純函數；亞純函數域是該簇上的亞純函數之集合。在不可約 {\displaystyle \mathbb {C} }-代數簇上，有理函數必為亞純函數，反之則不然（考慮 {\displaystyle \mathbb {A} _{\mathbb {C} }^{1}}）；若加上緊緻條件，則可證明此時亞純函數域確等於有理函數域。

## 文獻
- Grothendieck, Alexandre; Jean Dieudonné.  2nd edition. Berlin; New York: Springer-Verlag. 1971. ISBN 978-3-540-05113-8 （法语）.
- Kleiman, S., "Misconceptions about KX", Enseign. Math. 25 (1979), 203-206